# Austrocarabodes travei
Austrocarabodes travei är en kvalsterart som först beskrevs av Balogh och Csiszár 1963.  Austrocarabodes travei ingår i släktet Austrocarabodes och familjen Carabodidae. Inga underarter finns listade.